# Vakhtang Murvanidze
Vakhtang Murvanidze (en géorgien : ვახტანგ მურვანიძე), né le 13 octobre 1979 à Tbilissi, est un patineur artistique géorgien, septuple champion de Géorgie de 1997 à 2006.

## Biographie

### Carrière sportive
Vakhtang Murvanidze domine le patinage artistique masculin de son pays de 1997 à 2003, en devenant septuple champion national. Au début de sa carrière, il est entraîné par Leila Dolidze et Igor Rusakov ; En 2001, il est avec Elena Tchaikovskaya et Vladimir Kotin à Moscou ; Au printemps 2003, il rejoint Alexandre Jouline dans le New Jersey ; et enfin il travaille avec Craig Maurizi dans le New Jersey lors de sa dernière saison en 2005/2006.
Il représente son pays la Yougoslavie à cinq mondiaux juniors (1995 à Budapest, 1996 à Brisbane, 1997 à Séoul, 1998 à Saint-Jean et 1999 à Zagreb), dix championnats européens (1996 à Sofia, 1997 à Paris, 1998 à Milan, 1999 à Prague, 2000 à Vienne, 2001 à Bratislava, 2002 à Lausanne, 2003 à Malmö, 2004 à Budapest et 2005 à Turin), neuf mondiaux seniors (1997 à Lausanne, 1998 à Minneapolis, 1999 à Helsinki, 2000 à Nice, 2001 à Vancouver, 2002 à Nagano, 2003 à Washington DC, 2004 à Dortmund et 2005 à Moscou) et à deux Jeux olympiques d'hiver (2002 à Salt Lake City et 2006 à Turin).
Il arrête les compétitions sportives après les Jeux olympiques d'hiver de 2006.

### Reconversion
Il devient entraîneur de patinage artistique. Il a entraîné entre autres l'ukraino-israëlien Olexiy Bytchenko

## Palmarès

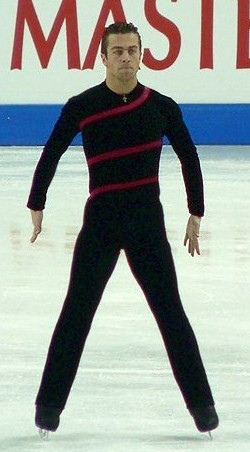
Vakhtang Murvanidze aux championnats européens de 2005

| Compétition                   | 1995    | 1996    | 1997    | 1998    | 1999    | 2000    | 2001    | 2002    | 2003    | 2004    | 2005    | 2006    |  |  |
| Jeux olympiques d'hiver       |         |         |         |         |         |         |         | 17e     |         |         |         | 28e     |  |  |
| Championnats du monde         |         |         | 31e     | 28e     | 17e     | 25e     | 25e     | 20e     | 21e     | 28e     | 25e     |         |  |  |
| Championnats d’Europe         |         | 27e     | 20e     | 26e     | 21e     | 16e     | 11e     | 16e     | 7e      | 17e     | 15e     |         |  |  |
| Championnats de Géorgie       |         | 2e      | 1er     | 1er     | 1er     | 1er     | 1er     | 1er     | 1er     |         |         |         |  |  |
| Championnats du monde juniors | 29e     | 30e     | 28e     | 21e     | 5e      |         |         |         |         |         |         |         |  |  |
|                               |         |         |         |         |         |         |         |         |         |         |         |         |  |  |
| Grand Prix ISU                | 1994/95 | 1995/96 | 1996/97 | 1997/98 | 1998/99 | 1999/00 | 2000/01 | 2001/02 | 2002/03 | 2003/04 | 2004/05 | 2005/06 |  |  |
| Skate America                 |         |         |         |         |         |         |         |         | 7e      | 6e      | 10e     |         |  |  |
| Skate Canada                  |         |         |         |         |         |         |         |         |         |         | 11e     |         |  |  |
| Coupe d'Allemagne             |         |         |         |         |         | 9e      |         |         | 6e      |         |         |         |  |  |
|                               |         |         |         |         |         |         |         |         |         |         |         |         |  |  |